# Yola Cain
Pour les articles homonymes, voir Cain (homonymie).
Yola Cain, née en 1954 en Jamaïque, morte le 17 mai 2000 en Californie, est une aviatrice jamaïcaine.
Elle est la première femme native de la Jamaïque à obtenir une licence de pilote commerciale et d'instructrice de vol. Elle est aussi la première femme à voler pour la Jamaica Defence Force (JDF), la force de défense jamaïcaine.

## Jeunesse
Yola Cain naît en Jamaïque en 1954. Elle est la deuxième enfant d'une fratrie de quatre frères et sœurs. Le père de Yola Caïn travaillait dans l'automobile. Adolescente, Cain était confiante et d'un caractère très sociable ; sa sœur, Judy Lee, raconte comment elle était une « enfant aventurière » que « tout le monde » connaissait à Kingston en Jamaïque.

## Carrière de pilote
Yola Cain découvre sa passion pour le vol lorsqu'elle a 19 ou 20 ans. Mais à l'époque, pendant une période d'élitisme blanc en Jamaïque, les femmes ne volaient pas. Yola Cain persévère cependant, et elle obtient en 1975 sa licence de pilote et d'instructeur de vol commercial. Elle n'était pas la première femme licenciée en Jamaïque car en 1952, une Américaine, Earsley Barnett, a reçu la première licence de pilote accordée à une femme en Jamaïque. Mais Yola Cain est la première femme née en Jamaïque à recevoir une licence de pilote. Le 11 août 1976, elle est parmi les premières femmes enrôlées dans la Jamaica Defence Force (JDF), la force de défense jamaïcaine, aux côtés de cinq autres. Yola Cain est également considéré comme un officier potentiel. 
Elle devient la première femme pilote de la JDF, elle est aux côtés d'un officier masculin de la JDF, le lieutenant Commandant John McFartanc, pour recevoir tous les deux l'insigne de leurs ailes remises par le gouverneur général. Yola Cain vole beaucoup pour la JDF à la fin des années 1970 et dans les années 1980.

## Fin de carrière, décès
Yola Cain émigre ensuite aux États-Unis, en 1985. Elle y travaille au parc à thème Universal Studios Hollywood tant que caissière à temps partiel. Elle devient ensuite la directrice des opérations pour les parcs thématiques d'Universal Studios, où elle est la responsable de 200 à 300 personnes.  
Yola Cain meurt le 17 mai 2000 d'un cancer du sein. Plus de 200 personnes assistent à ses funérailles, et sa famille reçoit de nombreux messages et condoléances jusque du Japon.

## Héritage
L'héritage de Yola Cain est important pour plusieurs raisons. D'abord pour avoir entraîné les femmes de Jamaïque à conquérir leur autonomie. Elle avait ce tempérament dès son enfance, le frère de Yola Cain raconte que « si vous donniez à un garçon quelque chose à faire, Yola le ferait », cette attitude était particulièrement significative et rare au milieu du XXe siècle en Jamaïque.  
L'exemple de Yola Caïn a inspiré d'autres femmes en Jamaïque à poursuivre une carrière d'aviatrice. En 1990, sept autres femmes avaient suivi la voie Yola Cain pour devenir pilotes professionnelles et 371 femmes s'étaient formées pour devenir pilotes, dont Maria Ziadie-Haddad, la première femme pilote professionnelle embauchée par Air Jamaica,.
Ensuite, la passion de Yola Cain pour la Jamaïque était également exemplaire. La sœur de Yola Cain, Judy Lee, a décrit comment elle lui avait inculqué l'état d'esprit d'une Jamaïcaine, décrivant sa passion pour la Jamaïque comme « sans précédent ». La grand-mère de Yola Cain racontait que « Yola voulait être Premier ministre de la Jamaïque ».
Yola Cain est souvent honorée après sa mort en Jamaïque, notamment lors des célébrations des 50 ans de l'indépendance de la Jamaïque, son souvenir est rappelé comme d'une femme qui représentait la « culture jamaïcaine ». En décembre 2011, l'Autorité jamaïcaine de l'aviation civile a reconnu l'importance de sa contribution à l'aviation.
Judy Lee Chen, la sœur de Caïn, écrit une biographie de Caïn intitulée The Flight of Life.

## Sources
- (en) Cet article est partiellement ou en totalité issu de l’article de Wikipédia en anglais intitulé « Yola Cain » (voir la liste des auteurs).